# باجاج آتو
باجاج آتو (به انگلیسی: Bajaj Auto) شرکت خودروسازی هندی است، که در زمینه تولید و عرضه انواع خودرو، اتوریکشا و موتورسیکلت فعالیت می‌کند.
این شرکت در دهه ۱۹۳۰ توسط جمالال باجاج در ایالت راجستان تأسیس شد. دفتر مرکزی این شرکت در شهر بمبئی، هند قرار دارد و بخشی از سهام آن در بازارهای بورس بمبئی و بورس ملی هند معامله می‌شود.
شرکت باجاج آتو دارای کارخانجات تولیدی در شهرهای پونه، اورنگ‌آباد، بمبئی و راجستان است. این شرکت در سال ۲۰۰۵ در فهرست فوربز جهانی ۲۰۰۰ در رتبه ۱٫۹۴۶ از بزرگ‌ترین شرکت‌های عمومی جهان جای داشت. این شرکت در سال ۲۰۱۱ در رتبه ۱٫۶۳۹ فوربز قرار گرفت. باجاج دارای عملیات در ۵۰ کشور جهان می‌باشد. شرکت خودروسازی باجاج دومین تولید کننده موتورسیکلت در هند و سومین در جهان است.